# Aracuã-guarda-faca
O aracuã-guarda-faca (nome científico: Ortalis remota) é uma espécie endêmica do Brasil, ocorrendo no noroeste de São Paulo (estado), com um registro histórico no Mato Grosso do Sul mais precisamente no Rio Pardo (Mato Grosso do Sul).
Foi durante 57 anos confundido com o Aracuã-pintado, somente no ano de 2017 foi comprovada sua existência como espécie.

## Área de Ocorrência
A espécie foi encontrada em 10 municípios, sendo que o maior número de indivíduos encontrados em um mesmo município foi Nova Granada (São Paulo) totalizando 35 indivíduos.

## População
Se estima que existem menos de 250 indivíduos maduros sendo que em cada subpopulação há menos de 50, com cada uma delas isoladas umas das outras.

## Ameaças
A perda de habitat é a maior ameaça ao animal que ocupa uma área bastante pressionada por agropecuária e urbanização.

## Estado de Conservação
O ICMBio categorizou a espécie como Criticamente em Perigo (CR), pelo critério C2a(i).